# Сільськогосподарська преса України
Сільськогоспо́дарська пре́са — періодичні видання, присвячені теоретичним і практичним питанням сільського господарства. До часу, коли на українських землях виникла сільськогосподарська преса (також і згодом), в Україні були поширені сільськогосподарські газети і журнали, які виходили за її межами. Чимало уваги сільськогосподарським питанням приділяла також загальноінформаційна преса як українська, так і чужомовна.

## Сільськогосподарська преса на теренах Наддніпрянської України до 1920 року
На центральних та східних землях до 1919 були розповсюджені журнали, що їх видавали російські сільськогосподарські товариства: «Труды Вольного Экономического Общества» (1765—1915) і журнал московського товариства сільського господарства (переважно місячник), що з'являвся 1821—1876 під різними назвами, серед них «Земледельческий Журнал» (з 1821), «Журнал сельского хозяйства и овцеводства» (1841–1859), «Русское Сельское Хозяйство» (1869–1876). Переважно тижневик «Земледельческая Газета» (1834—1917) - видання Міністерства хліборобства і державного майна; місячник «Сельское Хозяйство и Лесоводство» (1865—1918; назви змінювалися), що його видавало Міністерство державного майна й багато інших видань.
В Україні перші сільськогосподарські журнали видавали С.-г. товариства: «Записки Императорского Общества Сельского Хозяйства Южной России», що виходили в Одесі у 1832—1915, переважно як місячник (див. також Товариство сіль. господарства Півд. Росії). Згодом свої журнали видавали товариства сіль. господарства і с.-г. промисловості — Київ.: «Труды» (1882–1884), пізніше тижневик «Земледелие» (1884–1904); Харківське — двотижневик «Хлібороб», популярний журнал для селян (укр. і рос. мовами; 1907—18) та ін. С.г. п. українською мовою з'явилася щойно на поч. 1910-х pp. і була дуже нечисленна: єдиними с.-г. журналами були двотижневик «Рілля» (1911—14 і 1917—18) та «Українське бджільництво» (1906–1910) і «Укр. Пасічництво» (1917–1918) обидва за ред. Є. Архипенка — всі в Києві.
Чимало місця с.-г. справам присвячувала періодична преса заг. характеру, що виходила в Україні, зокрема «Губернские Ведомости», що видавалися з 1837, і в своїй неофіційній частині друкували серед ін. відомості з сільського й домашнього господарства. Після скасування заборони українського друку 1905 майже вся українська преса приділяла увагу проблемам сільського господарства, зокрема та, яка була призначена для села, як «Світова зірниця» (з 1906), «Село» (1909-1911) і кооп. журнали — двотижневик «Наша Кооперація» (1913 — 14) та (деякою мірою) «Слово» (1907 — 09). Так само було у 1917-1920, з тим, що чимало уваги сіль. господарству присвячувала кооп. преса, зокрема двотижневик «Сільський Господар» (1918-1919).

## Сільськогосподарська преса в УРСР в 1920-1941 роках
Кількість періодичних видань з ділянки сільського господарства значно збільшилася у 1920-1930 роках, зокрема з 1922. За 1921-1940 в УРСР виходило близько 360 назв цих видань, у тому числі близько 90 журналів. 1920 року їх було заледве 9 (та жодного журналу), 1925 — 44 (у тому числі 12 журналів), 1930 — 74 (25), 1935 — 25 (8), 1940 — 33 (6). Найбільше зростання сільськогосподарської преси припадає на час НЕП-у, воно зменшилося під час колективізації, щоб дещо збільшитися наприкінці 1930-х років. С.-г. п. 1920-1930-х pp. (зокрема 1923 — 32) характеризує попри велику кількість — короткотривалість окремих видань, вони рідко виходили, часто міняли назви, їхній наклад був здебільша незадовільний; мова, за малими винятками, українська. Чимало сільськогосподарської преси являло собою бюлетені, вісники, звіти. Наукове і науково-практичне значення мали видання сільськогосподарських інститутів і технікумів, науково-дослідницьких інститутів та дослідних станцій. Пересічний час цих видань — 2,3 роки, поява — 3,1 раза на рік. Найкращі умови мали видання Наркомзему (або ним фінансовані) — видання науково-дослідницьких станцій і С.-Г. Наук. Комітету України. Триваліші і важливіші з них (крім журналів): «Матеріали дослідження ґрунтів України» (1917-1931; 13 томів), «Праці Поліської сільськогосподарської дослідної станції». (1928 — 36; 61 випуск), «Труди Українського науково-дослідницького Інституту Зернового Господарства» (з 1935), «Труди Українського науково-дослідницького Інституту Садівництва» (за 1931 — 41 — 30 випусків), «Труди Наукового Інституту Свиноводства» (1930 — 40 — 30 випусків); російською мовою «Труды….» Полтавської (за 1920-30-ті pp. — 73 випуски), Сумської (1920 — 31 — 30 випусків) та Миронівської (1924 — 31) сільськогосподарських станцій.
Журнали, переважно місячники, мали різний характер: науковий, науково-виробничий, популярний; чимало з них були спеціального напряму. Важливіші: науковий «Аґроном» (вид. С.-Г. Наук. Комітету України, 1923 — 26; 20 випусків) і місячники «Вісник С.-Г. Науки» (1922 — 29), «Агротехніка» (1922 — 32) і «Бюлетень Харківської Крайової с.-г. станції» (1925 — 29); т. зв. гром.-проф. і наук. місячники: «Український Аґроном» і «Український Землевпорядник» (обидва у Харкові 1925 — 29) і замість них «Спеціаліст сіль. господарства України» (1930 — 32). Механізації сільського господарства присвячені серед іншого популярні журнали: «Машина на селі» (у Харкові, 1930 — 34) і масовий місячник «За механізацію сільського господарства» (у Києві, 1935 — 37). Популярними загальними сільськогосподарськими журналами були: двотижневик «Полтавський селянин» (1925 — 29), місячник «Зернове господарство» (у Києві, 1936 — 40) та ін. Технічним культурам були присвячені популярні місячники: «Колективні лани бурякосіяння» (у Харкові, 1930 — 34; назви мінялися) і «Буряківництво» (у Києві, 1936 — 38), «За радянську бавовну» (у Херсоні, 1931 — 33), «За технічну культуру» (у Харкові, 1931 — 33) і «Технічна культура» (1938 — 40); садівництву — наук. практичний місячник «Вісник садівництва, виноградництва та городництва» (1925 — 30, назви мінялися) і науково-виробничий місячник «Сад та город» (у Києві, 1937 — 49); тваринництву — місячники: наук.-виробничий «Соціалістичне тваринництво» (назви мінялися), «Птахівництво України» (1930 — 34), «Колгоспне бджільництво» (1925 — 41, у Харкові, назви мінялися); мисливству і рибальству — місячник «Український Мисливець і Рибалка» (у Харкові, 1925 — 32).

## Сільськогосподарська преса на Західноукраїнських Землях до 1944 року
У Галичині була поширена німецька і польська фахова сільськогосподарська преса. Проблеми сільського господарства весь час заторкувала українська загальноінформаційна преса (зокрема «Зоря Галицька» і «Наука», а згодом інші), ще більше орган товариства «Просвіти» — «Письмо з Просвіти», а в XX ст. кооперативна преса, особливо «Економіст». Фахову сільськогосподарську пресу розпочали двотижневик «Господар», редагований С. Шеховичем у Львові (1869 — 72) і «Господар и промышленник» (1879 — 87) у Станиславові й у Львові, що його видавав А. Ничай. Перший у цілості, другий частково присвячував увагу сільському господарству. Тричі на місяць у Львові виходив «Провідник рільничих кружків — рільнича часопись» (1886 — 1914), вид. гол. заряду гуртків рільничих, додаток до «Przewodnika Kółek Rolniczych» і двомовний (польської -український) місячник Патронату Хліборобських Спілок «Часопис для Спілок Рільничих» (1904 — 14; 1915 — 21 — окреме укр. вид.). У Перемишлі о. І. Негребецький і Теофіл Кормош видавали хліборобський місячник «Господар» (1898 — 1913), а у Львові В. Король «Газету Господарську» (1901 — 02), які частково займалися і с.-г. проблемами. З 1910 найпоширенішим с.г. журналом був двотижневик «Господарський Часопис» (1910 — 18), орган товариства «Сіль. Господар». На Буковині інформації з галузі сіль. господарства подавали серед ін. «Сельський Господарь» (1878 — 79), «Вісник Союза Руских хліборобських спілок на Буковині» (додаток до «Руської Ради» 1903 — 08), його продовження «Народне Богатство» (1908 — 11) і зокрема періодичне вид. «Добри Рады» (1889 — 1914). Після 1918 °C.-г. п. в Галичині завмерла (відновлену 1920 «Господарську Часопись» перейменовано 1921 на «Госп.-Кооп. Часопис», яка лише побічно займалася с.-г. питаннями); її відновлено разом з розгортанням праці товариства «Сіль. Господар», органом якого був почитний двотижневик «Сільський господар» (1927 — 1944). Він також видавав і більш спеціальні журнали-місячники: «Український пасічник» (1928 — 1939 і 1941 — 1944), «Практичне садівництво» (1933 — 1938; редактор обох журналів Михайло Боровський), «Хліборобська Молодь» (1934 — 39; орган хліборобського вишколу молоді), «Сад і Город» (1939). Наук. характер мав квартальник «Укр. Аґрономічний Вісник» (1934 — 38). Поза журналами, що їх видавав «Сіль. Господар», за ред. Є. Архипенка виходив «Сільський Світ» (1923 — 32 у Перемишлі, Львові й Луцькому. На Закарпатті виходили місячники «Господар» (1923 — 25; ред. М. Тврридло), «Подкарпатське Пчолярство» й ін.

## Загальне становище сільськогосподарської преси в УРСР після 1945 року
| -                      | Кількість видань | Чисел на рік | Річний наклад (у тис.) | Середній наклад числа (у тис.) |
| ---------------------- | ---------------- | ------------ | ---------------------- | ------------------------------ |
| Всі періодичні видання | 52 (315)         | 231 (2 065)  | 2 275 (48 258)         | 9,8 (23,4)                     |
| У тому числі журнали   | 6 (79)           | 66 (872)     | 222 (2 664)            | 33,6 (30,1)                    |

Сільськогосподарські журнали в УРСР — це місячники, що виходять у Києві — всі українською мовою. Серед них був один науковий — «Вісник Сільськогосподарської Науки», орган Міністерства сільського господарства УРСР (до 1962 — Української Академії Сільськогосподарських Наук), наклад 5100 (1973). Також друкувалися наступні видання: популярний журнал «Хлібороб України» — наклад 55 800 (мало фактичних інформацій з сільського господарства; переважно  радянська пропаганда), спеціальні журнали «Тваринництво України» (наклад 62 400), «Механізація сільського господарства» (з 1950, орган об'єднання Ради Міністрів УРСР, наклад 27 800; для порівняння — журнал «Сельский механизатор» у Москві мав наклад понад 0,7 млн) і «Сільське будівництво» (27 800). Серед інших періодичних видань переважають видання сільськогосподарських та науково-дослідницьких інститутів (серійні праці, тематичні збірники, науково-технічні бюлетені). Їхня періодичність незначна (пересічно 3,7 разів на рік), середній наклад числа — 1 244.
Хоч кількість сільськогосподарської преси та її наклад зростали впродовж всього післявоєнного періоду (1950 року всіх періодичних видань з сільського господарства було 24 з річним накладом 700 000), вона мало задовольняла потреби селян України. Найкраще про це свідчить (крім уже поданих чисел) таке порівняння: в Українській РСР одне періодичне видання з сільського господарства було на 137 000 осіб, що працюють у сільському господарстві (1 журнал на 1 280 000), в РРФСР — на 39 000 (155 000), а на одного працівника сільського господарства припадало річно в УРСР 0,24 числа такого видання, в РРФСР — 0,52. І через те, що Україна більш хліборобська країна ніж Росія, вона була примушена задовольняти потреби свого сільського населення та галузі російською сільськогосподарською пресою, тим паче, що ці видання були привабливіші, краще ілюстровані та їх можна було легше придбати.

## Наукові збірники
1. Аграрний вісник Причорномор'я. (Одеський сільськогосподарський інститут).
2. Агроекологія і біотехнологія (Інститут агроекології та біотехнології УААН).
3. Агрохімія і ґрунтознавство. (Інститут ґрунтознавства та агрохімії ім. О. Н. Соколовського УААН).
4. Бюлетень Інституту зернового господарства.
5. Виноградарство и виноделие. (Інститут винограду і вина \
6. Виноградарство і виноробство (Інститут виноградарства і виноробства ім. В. Є. Таїрова УААН).
7. Вівчарство. (Інститут тваринництва степових районів ім. М. Ф. Іванова \
8. Вісник Білоцерківського державного аграрного університету (агрономія).
9. Вісник Білоцерківського державного аграрного університету.
10. Вісник Державного агроекологічного університету.
11. Вісник Державної агроекологічної академії України.
12. Вісник Дніпропетровського державного аграрного університету.
13. Вісник Львівського державного аграрного університету.
14. Вісник Національного університету водного господарства та природокористування МОН України.
15. Вісник Полтавського державного сільськогосподарського інституту.
16. Вісник Рівненського державного технічного університету.
17. Вісник Сумського державного аграрного університету.
18. Вісник Харківського державного аграрного університету.
19. Вісник Черкаського інституту агропромислового виробництва (агрономія).
20. Енергозберігаючі технології вирощування зернових культур у степу України. (Інститут зернового господарства УААН).
21. Захист і карантин рослин. (Інститут захисту рослин УААН).
22. Збірник наукових праць Вінницького державного аграрного університету.
23. Збірник наукових праць Вінницького державного сільськогосподарського інституту.
24. Збірник наукових праць Інституту землеробства УААН.
25. Збірник наукових праць Інституту луб'яних культур УААН.
26. Збірник наукових праць Інституту цукрових буряків УААН.
27. Збірник наукових праць Луганського державного аграрного університету. Серія: сільськогосподарські науки.
28. Збірник наукових праць Подільської державної аграрно-технічної академії Мінагрокомплексу України.
29. Збірник наукових праць Селекційно-генетичного інституту УААН.
30. Збірник наукових праць Уманської сільськогосподарської академії.
31. Землеробство. (Інститут землеробства УААН).
32. Зрошувальне землеробство (Інститут землеробства південного регіону УААН).
33. Картоплярство. (Інститут картоплярства УААН).
34. Лісівництво і агролісомеліорація. (Український науково-дослідний інститут лісового господарства та агролісомеліорації ім. Г. М. Висоцького).
35. Лісове господарство, лісова, паперова і деревообробна промисловість. (Український державний лісотехнічний університет).
36. Меліорація і водне господарство. (Інститут гідротехніки і меліорації УААН).
37. Молочне і м'ясне скотарство. (Інститут тваринництва УААН).
38. Науковий вісник Львівської державної академії ветеринарної медицини ім. С. З. Гжицького.
39. Науковий вісник Національного аграрного університету.
40. Науковий вісник Українського державного лісотехнічного університету.
41. Науково-технічний бюлетень Інституту олійних культур УААН.
42. Науково-технічний бюлетень Інституту тваринництва УААН.
43. Науково-технічний бюлетень Миронівського інституту пшениці ім. В. М. Ремесла.
44. Научные труды Крымского государственного аграрного университета. Серия: сельскохозяйственные науки.
45. Овочівництво і баштанництво. (Інститут овочівництва і баштанництва УААН).
46. Передгірне та гірське землеробство і тваринництво (УААН, Інститут землеробства і тваринництва західного регіону УААН).
47. Праці Наукового товариства імені Тараса Шевченка. Екологічний збірник. (м. Львів).
48. Проблеми зооінженерії та ветеринарної медицини. (Харківський зооветеринарний інститут).
49. Птахівництво. (Інститут птахівництва УААН).
50. Рибне господарство. (Інститут рибного господарства УААН).
51. Розведення і генетика тварин. (Інститут розведення і генетики тварин УААН).
52. Садівництво. (Інститут садівництва УААН).
53. Свинарство. (Інститут свинарства УААН).
54. Селекція і насінництво. (Інститут рослинництва ім. В. Я. Юр'єва УААН).
55. Таврійський науковий вісник. (Херсонський державний аграрний університет).
56. Шовківництво. (Інститут шовківництва УААН).

## Журнали
1. Аграрна наука і освіта (Національний аграрний університет, Науково-методичний центр аграрної освіти Мінагрополітики України).
2. Агроекологічний журнал (Інститут акроекології та біотехнології УААН, Інститут сільськогосподарської мікробіології УААН).
3. Біологія тварин (Інститут землеробства і біології тварин УААН).
4. Бюлетень Інституту сільськогосподарської мікробіології УААН.
5. Вісник аграрної науки Причономор'я (Миколаївський аграрний університет Міністерства аграрної політики України).
6. Вісник аграрної науки Причорномор'я (Миколаївська державна аграрна академія Міністерства аграрної політики України).
7. Вісник аграрної науки. (УААН).
8. Вісник Полтавської державної аграрної академії.
9. Вісник Сумського національного аграрного університету. Серія: агрономія і біологія.
10. Вісник Сумського національного аграрного університету. Серія: тваринництво.
11. Водне господарство України (м. Київ).
12. Доповіді НАН України (Президія НАН України).
13. Захист рослин. (Інститут захисту рослин УААН).
14. Корми і кормовиробництво (Інститут кормів УААН).
15. Мікробіологічний журнал (НАН України, Інститут мікробіології і вірусології ім. Д. К. Заболотного НАН України, Національний аграрний університет).
16. Наукові записки Тернопільського педуніверситету ім. Володимира Гнатюка. Серія: біологія, (агрономія).
17. Наукові праці. Серія: Екологія (Миколаївська філія Національного університету \
18. Науково-технічний бюлетень (Інститут біології тварин УААН).
19. Науково-технічний бюлетень Інституту землеробства і біології тварин УААН. Серія: землеробство і рослинництво.
20. Сільський господар. (Львівська державна академія ветеринарної медицини ім. С. 3. Гжицького).
21. Тваринництво України. (Мінагрополітики України).
22. Український ботанічний журнал. (Інституту ботаніки ім. М. Г. Холодного НАН України).
23. Физиология и биохимия культурных растений (Інституту фізіології рослин і генетики НАН України).
24. Цитологія і генетика (НАН України, Інститут клітинної біології та генетичної інженерії НАН України).
25. Цукрові буряки. (Інститут цукрових буряків УААН).